# 17801 Зелковіц
17801 Зелковіц (17801 Zelkowitz) — астероїд головного поясу, відкритий 20 березня 1998 року.
Тіссеранів параметр щодо Юпітера — 3,206.